# معركة الجفر
معركة الجفر وقعت بين الإمام عبد الله بن فيصل بن تركي والامام سعود بن فيصل بن تركي جنوب الأحساء بالمنطقة الشرقية وانتصر الأمير سعود فيها.

## الخليفة
في شهر رجب 1247ه 1830م، أمر السلطان سعيد بن سلطان آل سعيد، بمحاربة أهل السنة و إضطدهادهم، فقام أرسل قواته إلى القرى السنية و قاموا بتعذيبهم و إهانتهم، حتى انه ذكر بان السلطان كان يسب  الصحابي معاوية بن ابي سفيان، و يستهزء في اهل السنة،هنا قامت القبائل العمانية السنية بالاجتماع في جعلان بنو بو علي و التفكير بكيفية الثورة على السلطان، لكن لم يمكن القوة الكافية على محاربتهم او الثورة، فقرروا الاستعانة بالدولة السعودية الثانية التي توسعت نفوذها و تطورت إمكانيتها و جيشها حتى وصلوا إلى حدود الأردن و الإمارات حاليا، و قرر اهل السنة في جعلان  بنو بن علي و غيرها من القرى التي حولها، و تحالفوا مع أهالي البريمي و قبائل الإمارات  و قرروا التحالف السني و الثورة.
وصلت الأخبار إلى السلطان سعيد بن سلطان، فقرر إرسال حملات على القبائل و انهزمت القبائل، فطلبوا الدعم من الدولة السعودية الثانية، ارسلوا بعض الأشخاص اليهم لطلب المساعدة، فقرر الامام تركي بن عبدالله آل سعود الحرب على الإمبراطورية اليعربية و قرر غزوها، و قام الامام بإرسال بعض الأشخاص إلى عُمان لتجسس و معرفة الأوضاع و الأمور و الطرق و كيفية الغزو .

## أحداث المعركة
جهز الامام تركي جيشا بقيادة عبدالوهاب البريدي و الأمير فيصل بن تركي و عبدالله بن مزروع، بعدد كبير من الجنود الذي وصل عددهم بقرابة 3000-3478 جندي الى عُمان، قرر القادة الزحف إلى البطحاء حتى يرتاحوا و يكملون مسيرهم بعد ثلاثة أيام، و كاتبوا أهل البريمي و قبائل الإماراتية إلى المبايعة، فوصل الامير فيصل و الجيش و القادة إلى البريمي و صارت المبايعة، و بايعوه على الكتاب و السنة و السمع و الطاعة فتمركز الجيش في البريمي، فلما علما السلطان سعيد بن سلطان ارسل جيش إلى البريمي، فصارت معركة فانتصر جيش السعودي في البريمي، و بعد يومين، قرر الجيش غزو مدينة عبري، و بعد أسبوعين  وصلوا إلى عبري، فتقابل الجيشان السعودي و العماني في مدينة الرابية قرب عبري و انتصر الجيش السعودي بقيادة عبدالوهاب البريدي و هرب الجيش العماني إلى مدينة الحمراء و دخل الجيش السعودي عبري و من ثم ارسل السلطان قوة أخرى على عبري، و انهزمت و لحقهم عبدالوهاب البريدي إلى مدينة بهلاء، و استولى على حصن جبرين قرب من مدينة بهلاء و اغتنم منها الأسلحة و المدافع، و من ثم كمل مساره حتى وصل بهلاء و صار قتال بين الجيشين و انتصر الجيش السعودي مرة أخرى و هنا طلب القائد عبدالوهاب البريدي من الامام تركي بن عبدالله آل سعود بان يشرب له جيش آخر لعُمان، و في هذه الأحداث قام الأمير فيصل بن تركي توحيد الإمارات و البريمي بإمارة واحدة، و صار اميرها، و قام عبدالله بن مزروع بحصار صُحار، ففشل، ثم طلب القائد عبدالله بن مزروع تبادل الأدوار، لعبدالوهاب يذهب إلى صحار و عبدالله إلى شمال عُمان، و انضم أهالي البريمي و عبري و بقية المناطق الشرقية إلى جيش الدولة السعودية الأولى، و قام عبدالوهاب بحصار صُحار، فنجح، ثم هرب السلطان سعيد إلى مسقط، عن طريق البحر، و الدولة السعودية الثانية لم ترسل سفن إلى عُمان ، فتمكن من الهروب السلطان، فاستسلمت القوات العمانية، و سلموا مفاتيح المدينة للقائد و استباحوا المدينة لثلاثين يوم و أسروا أبناء السلطان سعيد و بعض أمراء آل سعيد، و اعدموا ثلاثة أمراء و سجنوا الآخرين و من ثم خرجوا من المدينة، بعد ثلاثين يوم خوف من إرسال سفن إلى المدينة،و من ثم رجع مرة أخرى  إلى  بهلاء بعد ثلاث أسابيع حيث صارت بعض القبائل المتمردة على الدولة السعودية و حاصر نزوى و إزكي و صار قتال أخرى مع العوامر و بني راشد في إزكي و انتصر جيش السعودي و أسر شيوخ القبيلين و أعدهم في بركة الموز التي تقع بين إزكي و نزوى، و هنا خاف السلطان ان يتمددوا حتى يصلوا إلى مسقط، فطلب الصلح فورا، و وافق القادة و صارت معاهدة مسقط في مسقط.
في المعاهدة، أشترطت إمارة نجد على تأمين اهل السنة و عدم التعرض لهم و التنازل عن البريمي و الآمارات، فوافق السلطان و رجع الجيش السعودي إلى نجد و بقي الأمير فيصل بن تركي أميرا على البريمي، و خسرت عُمان الكثير و الكثير و ضعفت الإمبراطورية، فقال عبدالوهاب البيري:( سبحان الله الذي ذلهم، بعد ما كان يهزمون العظماء و الان عندما قل أدبهم مع اصحاب أحمد ، ضرب الله عليه الذل).تاريخ نجد الابن بشر ج8 ص400-478 و تاريخ نجد و الحجاز الحديث للملك المؤسس عبدالعزيز آل سعود، تاريخ عُمان للإمام الاباضية نور الدين السالمي، ج3 ص 209